# Abichajil
Abichajil (z hebr. mój ojciec jest siłą) – postać biblijna ze Starego Testamentu, żona Abiszura, matka Abchana i Molida.